# Filosofía de amor
«Filosofía de Amor» es una canción interpretada por el dúo musical belgasalvadoreño Shaka y Dres.Fue lanzado como el quinto sencillo del dúo y de su álbum debut, Pas de Panique a principios del año 2011.La canción ingresó a varios conteos salvadoreños y es uno de los temas más importantes y conocidos de Shaka y Dres.

## Recepción

### Comercial
La canción tuvo una buena aceptación en El Salvador. Alcanzó el primer puesto en”Las 10 exactas” de EXA FM El Salvador en marzo de 2011. En abril del mismo año, la canción alcanzó la posición 1 en el TOP 40 El Salvador, siendo su segundo número 1 en esa lista.

## Listas

### Semanales
| Radio/sitio web    | Lista              | Mejor Posición |
| ------------------ | ------------------ | -------------- |
| Top latino         | Top 40 El Salvador | 1              |
| EXA FM El Salvador | Las 10 exactas     | 1              |
| VOX FM             | VOX 9              | 5              |
| Radio Femenina     | Top 11             |                |